# Fear of the Dark Tour
Fear of the Dark Tour var Iron Maidens turné i samband med albumet Fear of the Dark 1992. 
Turnén hade premiär i Norwich, England den 2 juni 1992 och avslutades i Tokyo i Japan den 4 november 1992. Totalt uppgick turnén till 66 konserter. Turnén skulle ha varit 67 konserter med bandets första konsert i Chile, men denna konsert ställdes in på grund av protester från katolska kyrkan.

## Sverige
En konsert gavs i Sverige under Europaturnén, den 29 augusti i Globen i Stockholm. En andra Sverige-konsert under Fear of the Dark-turnén var inplanerad till Göteborg 1993, men denna andra del av turnén döptes om till A Real Live Tour. Publiken i Globen uppgick till 11000.

## A Real Live One
Delar av turnén spelades in för livealbumet A Real Live One. På detta livealbum återfinns en inspelning av Afraid to Shoot Strangers från konserten i Stockholm. 

## Live at Donington
Turnén inkluderade en festivalspelning på Monsters of Rock i Donington Park, med en publik på 68 500. Konserten spelades in som livealbumet och konsertfilmen Live at Donington. Det var den första konserten som Adrian Smith såg med Iron Maiden sedan han lämnat bandet, och han bjöds in av Steve Harris att gästa på gitarr under extranumret Running Free.

## Låtlista
Intro: Åskmuller & suggestiva ljudeffekter
1. Be Quick Or Be Dead (Fear of the Dark 1992)
2. The Number of the Beast (The Number of the Beast, 1982)
3. Wrathchild (Killers, 1981)
4. From Here To Eternity (Fear of the Dark 1992)
5. Can I Play With Madness (Seventh Son of a Seventh Son, 1988)
6. Wasting Love (Fear of the Dark 1992)
7. Tailgunner (No Prayer for the Dying 1990)
8. The Evil That Men Do (Seventh Son of a Seventh Son, 1988)
9. Afraid To Shoot Strangers (Fear of the Dark 1992)
10. Fear of the Dark (Fear of the Dark 1992)
11. Bring Your Daughter...To The Slaughter
12. The Clairvoyant (Seventh Son of a Seventh Son, 1988)
13. Heaven Can Wait (Somewhere In Time, 1986)
14. Run To The Hills (The Number of the Beast, 1982)
15. 2 Minutes To Midnight (Powerslave 1984)
16. Iron Maiden (Iron Maiden, 1980)
17. Hallowed Be Thy Name (The Number of the Beast, 1982)
18. The Trooper (Piece of Mind, 1983)
19. Sanctuary (Sanctuary / Iron Maiden, 1980)
20. Running Free (Iron Maiden, 1980)

### Variationer
- Die With Your Boots On (Piece of Mind, 1983) - Endast spelad i Buenos Aires den 25 juli.

## Nya länder
- Island
- Argentina
- Uruguay
- Puerto Rico
- Mexiko
- Venezuela
- Nya Zeeland

## Banduppsättning
- Bruce Dickinson - sång
- Steve Harris - bas
- Dave Murray - gitarr
- Janick Gers - gitarr
- Nicko McBrain - trummor